# Шкатулов, Николай Герасимович
Шкатулов Николай Герасимович(1918, Московская область — 2000) — советский футболист и тренер. Выступал на позиции нападающего. Наиболее известен по выступлениям за ЦДКА, с которым выиграл два чемпионата страны. Заслуженный тренер РСФСР. Участник Великой Отечественной войны.

## Биография
Начал заниматься футболом в 1933 московской детской команде «Гознак», в 1938 играл в команде Киевского военного округа.
В 1938 призван в РККА военкоматом Москворецкого района Москвы. В 1940 играл за армейский клуб ЦДКА, причём забил гол в дальним ударом в первом же матче против Металлурга, выйдя на замену Гринину.
Во время Великой Отечественной войны служил в звании капитана в 10-й гвардейской танковой бригаде Западного фронта. Награждён медалью «За боевые заслуги» и орденом Красной Звезды.
С 1944 в футбольном клубе Авиаучилища (на следующий год переименованном в ВВС). С 1946 снова в футбольном клубе ЦДКА. В основном играл за дубль, но всё же сыграл 4 матча и за основную команду, в том числе решающий матч с главным конкурентом армейцев московским Динамо (1:0), где сыграл активно в атаке и поучаствовал в комбинации, приведшей к победному голу, что во многом определило судьбу первенства. В ЦДКА дважды выиграл золотые медали чемпионата страны. Из ЦДКА перешёл в МВО (футбольный клуб, Москва) и далее в ещё одну армейскую команду ВМС.
В 1954—1956 работал тренером в ОДО (Киев) тренером, затем главным тренером. В 1958—1959 работал тренером СКВО (Одесса) в штабе главного тренера Сергея Шапошникова. Причём в 1959 некоторое время на старте сезона руководил командой вместо формально главного, что сказалось не лучшим образом на предсезонной подготовке. В 1960 тренировал белгородский «Цементник» (ныне «Салют») в первом сезоне в истории этого клуба. Причём на мартовских сборах в Сухуми клуб Шкатулов сыграл против его родного ЦСКА (0:4). С начала 1960-х долгое время работал одним из руководителей и тренеров в группе подготовки школы ЦСКА. В частности тренировал будущего игрока армейского клуба Юрия Патрикеева. После смерти в 1979 Всеволода Боброва, товарища по ЦДКА 1940-х, Шкатулов стал инициатором проведения ежегодного турнира его памяти в дни весенних каникул.

## Статистика

### Игрок
| Клуб              | Див              | Сезон            | Чемпионат | Чемпионат | Кубки | Кубки | Еврокубки | Еврокубки | Итого | Итого |
| Клуб              | Див              | Сезон            | Игры      | Голы      | Игры  | Голы  | Игры      | Голы      | Игры  | Голы  |
| ----------------- | ---------------- | ---------------- | --------- | --------- | ----- | ----- | --------- | --------- | ----- | ----- |
| ЦДКА              | A                | 1940             | 3         | 1         | 0     | 0     | 0         | 0         | 3     | 1     |
| ЦДКА              | Итого            | Итого            | 3         | 1         | 0     | 0     | 0         | 0         | 0     | 0     |
| «Спартак» Харьков | A                | 1941             | 3         | 0         | 0     | 0     | 0         | 0         | 3     | 0     |
| «Спартак» Харьков | Итого            | Итого            | 0         | 0         | 0     | 0     | 0         | 0         | 0     | 0     |
| ВВС               | -                | 1944             | 0         | 0         | 2     | 0     | 0         | 0         | 2     | 0     |
| ВВС               | Б                | 1945             | ?         | 2         | 0     | 0     | 0         | 0         | ?     | 2     |
| ВВС               | Итого            | Итого            | ?         | 2         | 2     | 0     | 0         | 0         | 2+    | 2     |
| ЦДКА              | A                | 1946             | 3         | 0         | 0     | 0     | 0         | 0         | 3     | 0     |
| ЦДКА              | A                | 1947             | 1         | 0         | 0     | 0     | 0         | 0         | 1     | 0     |
| ЦДКА              | Итого            | Итого            | 7         | 1         | 0     | 0     | 0         | 0         | 7     | 1     |
| ВМС               | Б                | 1950             | 23        | 10        | 3     | 3     | 0         | 0         | 26    | 13    |
| ВМС               | Б                | 1951             | 1         | 0         | 0     | 0     | 0         | 0         | 1     | 0     |
| ВМС               | Итого            | Итого            | 24        | 10        | 3     | 3     | 0         | 0         | 27    | 13    |
| Всего за карьеру  | Всего за карьеру | Всего за карьеру | 31+       | 13        | 5     | 3     | 0         | 0         | 36+   | 16    |

### Главный тренер
| Клуб                 | Начало работы | Окончание работы | Результаты | Результаты | Результаты | Результаты | Результаты |
| Клуб                 | Начало работы | Окончание работы | И          | В          | Н          | П          | В %        |
| -------------------- | ------------- | ---------------- | ---------- | ---------- | ---------- | ---------- | ---------- |
| ОДО Киев             | 1 января 1955 | 31 декабря 1956  | 69         | 33         | 17         | 19         | 47,82      |
| «Цементник» Белгород | 1 января 1960 | 31 декабря 1960  | 30         | 6          | 11         | 13         | 20,00      |
| Всего                | Всего         | Всего            | 99         | 39         | 28         | 32         | 39,39      |

## Достижения и награды

### Спортивные командные
ЦДКА
- Победитель чемпионата СССР (2): 1946, 1947[3][4]

### Спортивные личные
- Заслуженный тренер РСФСР.

### Государственные награды
- Медаль «За боевые заслуги» (02.06.1951)
- Орден Красной Звезды (30.12.1956)